# Audi S4
De Audi S4 is een sportieve versie van de Audi A4. De eerste S4 was origineel een sportversie van de Audi 100.

## Eerste generatie (C4)

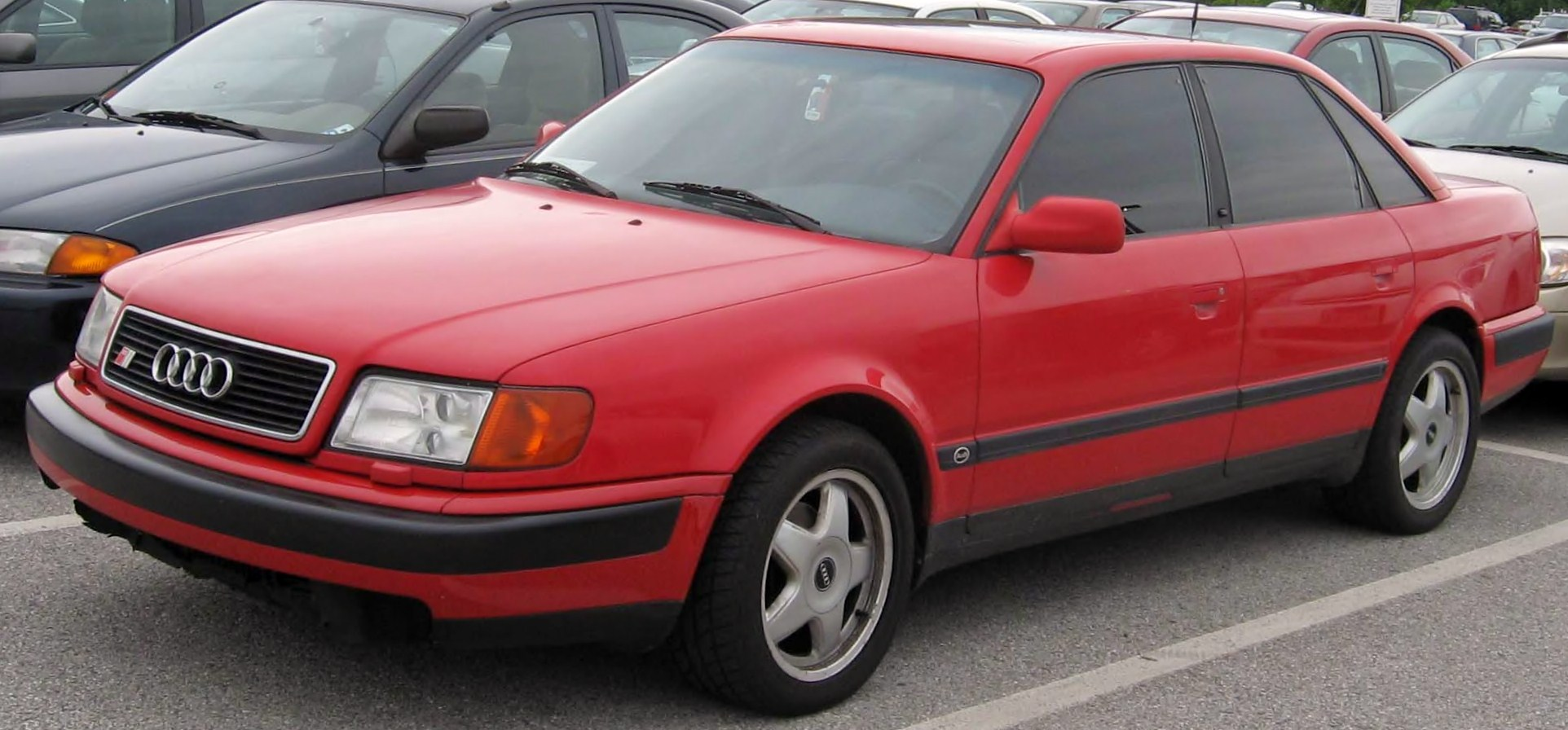
Audi S4 (C4).

De eerste generatie Audi S4 werd in 1991 geïntroduceerd en was een gerestylde versie van de Audi 100 sedan en stond op het C4 platform. Hij maakte gebruik van een 2,2-liter 20-kleps 5-cilindermotor met een turbo die 230 pk leverde. De auto heeft standaard quattro-vierwielaandrijving. In Europa kwam er in 1994 tevens een 280 pk sterke 4,2-liter V8-motor beschikbaar. Toen de Audi 100 de naamsverandering naar Audi A6 onderging veranderde de naam van dit model naar Audi S6. Vanaf nu zouden de S4-modellen voorbestemd zijn voor de sportieve versies van de Audi A4. De S4 was zowel als sedan (Limousine) als stationwagen (Avant) leverbaar.

## Tweede generatie (B5)
De tweede generatie S4 kwam in 1997 op de markt op basis van de Audi A4 en maakte gebruik van het B5 platform (in wezen was dit onderstel "geleend" van de Volkswagen Passat). Deze had een 2,7-liter (2671 cc) V6 biturbo motor met vijfkleppentechniek die 265 pk en een koppel van 400 Nm levert. Hij sprint in 5,6 seconden naar 100 km/u met een topsnelheid van 250 km/u. In 1999 werd de S4 gefacelift. De specificaties bleven hetzelfde behalve dat hij nu in 5,7 seconden naar de 100 km/u ging. Later is deze motor ook gebruikt in de Audi RS4 met een vermogen van 380 pk.
De S4 B5 werd geïntroduceerd als Limousine en kwam later ook beschikbaar als Avant. Voor de transmissie kon er gekozen worden uit een handgeschakelde zesversnellingsbak of een 5-traps Tiptronic automatische versnellingsbak. De quattro-aandrijving is standaard. De S4 bleef in productie tot 2001.

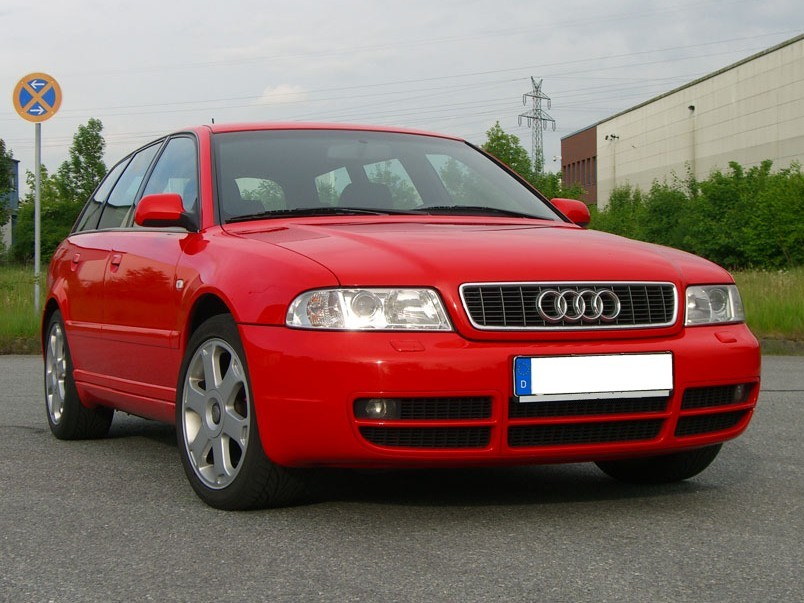
Audi S4 B5 Avant.

## Derde generatie (B6)
In 2003 kwam de derde generatie S4 op de markt op het B6 platform. Hij heeft een 4,2-liter V8-motor met directe injectie, die 344 pk en 410 Nm levert. Deze sprint in 5,8 seconden van 0 naar 100 km/u. De V8-motor was een flinke stap omhoog in vergelijking met alle voorgaande S4 en RS4-modellen van Audi.
De auto is onder meer te herkennen aan de meegespoten onderkanten van de bumpers, de 18 inch velgen, de verchroomde grille en de aluminiumkleurige buitenspiegels. Naast de Limousine en Avant kwam de S4 voor het eerst ook beschikbaar als Cabriolet. De 5-traps Tiptronic automaat werd verwisseld voor een 6-traps exemplaar en de manuele zesversnellingsbak bleef leverbaar. Ook bij dit model was de quattro-aandrijving standaard. In tegenstelling tot zijn voorganger verscheen er geen RS-versie van de A4 B6 waardoor deze S4 het hoogst gepositioneerde model is van de B6-reeks. Hij werd geproduceerd tot eind 2004.

## Vierde generatie (B7)
Begin 2005 kwam de vierde generatie S4 op de markt op basis van de Audi A4 B7. Hij heeft nog steeds dezelfde 4,2-liter FSi V8-motor die 344 pk en 410 Nm levert. De Limousine en Avant kwamen beide tegelijk op de markt in januari 2005. De S4 Cabriolet verscheen vervolgens in november dat jaar.
De techniek bleef gelijk aan zijn voorganger, in principe gaat het dus slechts om een restyling. De Limousine gaat nog steeds in 5,6 seconden naar de 100 km/u. De Avant doet deze sprint eveneens nog in 5,8 seconden en de Cabriolet klaart de klus in 5,9 seconden. In november 2007 is de productie gestopt van de S4 Limousine omdat de A4 B7 vervangen werd voor de B8. De S4 Avant verdween in februari 2008 uit de showroom. De S4 Cabriolet hield het nog iets langer vol en ging eind 2008 uit productie evenals de RS4 Cabriolet omdat de A4 Cabriolet nog langer leverbaar bleef dan de Limousine en Avant. De S4 Cabriolet is in 2009 opgevolgd door de Audi S5 Cabriolet die de 3,0-liter V6 TFSI-motor heeft van 333 pk uit de nieuwe generatie S4.

### Gegevens
|                      | S4 Limousine                  | S4 Limousine                  | S4 Avant                      | S4 Avant                      | S4 Cabriolet                  | S4 Cabriolet                  |
| -------------------- | ----------------------------- | ----------------------------- | ----------------------------- | ----------------------------- | ----------------------------- | ----------------------------- |
| Bouwtijd             | 2004-2007                     | 2004-2007                     | 2004-2008                     | 2004-2008                     | 2005-2009                     | 2005-2009                     |
| Motor                | V8                            | V8                            | V8                            | V8                            | V8                            | V8                            |
| Cilinderinhoud       | 4.172 cm³                     | 4.172 cm³                     | 4.172 cm³                     | 4.172 cm³                     | 4.172 cm³                     | 4.172 cm³                     |
| Kleppen per cilinder | 4                             | 4                             | 4                             | 4                             | 4                             | 4                             |
| Vermogen             | 344 pk (253 kW) bij 7.000 tpm | 344 pk (253 kW) bij 7.000 tpm | 344 pk (253 kW) bij 7.000 tpm | 344 pk (253 kW) bij 7.000 tpm | 344 pk (253 kW) bij 7.000 tpm | 344 pk (253 kW) bij 7.000 tpm |
| Koppel               | 410 Nm bij 3.500 tpm          | 410 Nm bij 3.500 tpm          | 410 Nm bij 3.500 tpm          | 410 Nm bij 3.500 tpm          | 410 Nm bij 3.500 tpm          | 410 Nm bij 3.500 tpm          |
| Transmissie          | 6-bak                         | 6-traps tiptronic             | 6-bak                         | 6-traps tiptronic             | 6-bak                         | 6-traps tiptronic             |
| Gewicht              | 1660 kg                       | 1705 kg                       | 1720 kg                       | 1755 kg                       | 1855 kg                       | 1895 kg                       |
| 0–100 km/u           | 5,6 s                         | 5,8 s                         | 5,8 s                         | 5,9 s                         | 5,9 s                         | 6,2 s                         |
| Topsnelheid          | 250 km/u (begrensd)           | 250 km/u (begrensd)           | 250 km/u (begrensd)           | 250 km/u (begrensd)           | 250 km/u (begrensd)           | 250 km/u (begrensd)           |
| Verbruik             | 13,3 l/100 km                 | 12,3 l/100 km                 | 13,4 l/100 km                 | 12,3 l/100 km                 | 13,8 l/100 km                 | 12,6 l/100 km                 |
| CO2-uitstoot         | 321 g/km                      | 295 g/km                      | 322 g/km                      | 295 g/km                      | 331 g/km                      | 302 g/km                      |

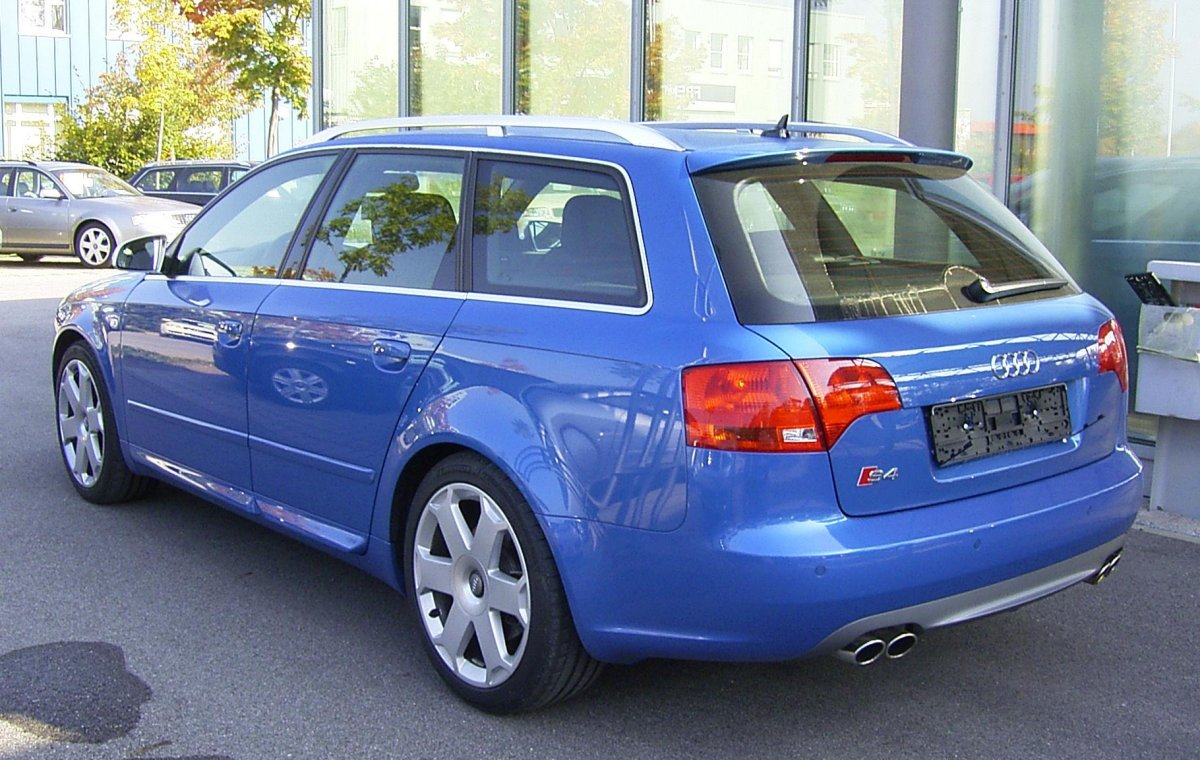
Audi S4 B7 Avant.
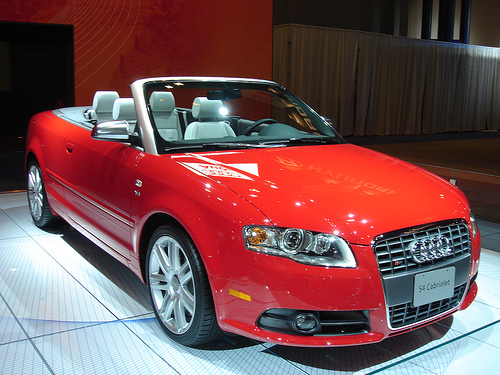
Audi S4 B7 Cabriolet.

## Vijfde generatie (B8)
In oktober 2008 werden op de Mondial de l'Automobile in Parijs de nieuwe S4 Limousine en S4 Avant onthuld op basis van de huidige A4 B8. De S4 komt zowel als Limousine als Avant in maart 2009 op de markt.
Audi zal zijn traditie hervatten door weer een geladen motor toe te passen. Dit zal een geheel nieuw ontwikkelde 3,0-liter V6 TFSI zijn met een supercharger. De motor werd al eerder in de Audi A6 geïntroduceerd met 290 pk maar in de S4 heeft hij een vermogen van 333 pk dat beschikbaar is tussen 5.500 en 7.000 tpm. Het maximale koppel bedraagt 440 Nm en is beschikbaar van 2.900 tot 5.300 tpm. De V6 maakt gebruik van een Roots compressor van Eaton die zich tussen de cilinderbanken bevindt. Hierdoor is de motor compacter dan een mogelijke V6 biturbomotor.
Ook de zal de S4 de primeur hebben met een vernieuwde quattro-aandrijving dat een zogenaamd "sportdifferentieel" heeft. Deze stuurt in de bochten meer kracht naar het buitenste achterwiel zodat onderstuur verholpen wordt. De carrosserie is 20 mm verlaagd en de auto is voorzien van geventileerde remschijven. De motor wordt standaard gekoppeld aan een handgeschakelde zesversnellingsbak en als optie is Audi's nieuwe 7-traps S tronic automaat met dubbele koppeling leverbaar.
Over de sprint van 0 tot 100 km/u doet de S4 Limousine 5,1 seconden, de Avant doet het een tiende langzamer in 5,2 seconden. Met de optionele 7-traps S tronic heeft de auto 0,2 seconden meer nodig. De topsnelheid is zoals gewoonlijk begrensd op 250 km/u. Een tussenacceleratie van 80 naar 120 km/u duurt slechts 4,4 seconden.

## Zesde generatie (B9)
De zesde generatie S4 werd in september 2015 onthuld in Frankfurt. In februari 2016 werd het doek van de S4 Avant getrokken.
De S4 heeft een nieuw ontwikkelde 3,0 L V6, alleen de boring en slag zijn gelijk gebleven. De grootste verandering is dat de Roots compressor is vervangen door een twinscroll turbo in de V. Hierdoor is een lager vermogen maar hoger koppel gerealiseerd. Het vermogen komt nu op 354 pk uit, terwijl het koppel stijgt naar 500 nm. Dit wordt via een 8-traps Tiptronic naar alle vier de wielen overgebracht. Het quattro systeem maakt gebruik van torque vectoring (standaard is er een 40:60 verdeling), en een optioneel sportdifferentieel kan meer kracht naar het buitenste achterwiel sturen. Dit alles om onderstuur tegen te gaan. De S4 sedan gaat in 4,7 seconden naar de 100 km/uur en heeft een begrensde topsnelheid van 250 (optioneel 280). De zwaardere Avant doet er iets langer over: 4,9 seconden.
Optisch is de S4 te herkennen aan de specifieke verchroomde grille, sportiever bumperwerk en spiegels in aluminiumoptiek. Ook de vier uitlaten en 18 inch wielen zijn uniek aan de S4.

### Facelift
In 2019 kreeg de Audi S4 update. De voornaamste wijziging bevindt zich onder de motorkap, de V6 TFSI-benzinemotor werd voor de Europese markt ingewisseld voor een V6 TDI-dieselmotor. Het betreft een doorontwikkelde versie van de 3,0-liter TDI-motor, welke naast een turbolader met variabele geometrie tevens voorzien is van een elektrisch aangedreven compressor. Deze motor is eveneens terug te vinden in de Audi S5 (B9) en met 2 pk meer in de Audi S6 en S7 van de C8-generatie. Op andere continenten blijft de S4 wel met benzinemotor leverbaar.

### Gegevens
| Bouwtijd       | 2016 - heden                          | 2016 - heden                          | 2019 - heden                                       | 2019 - heden                                       |                     |                     |
| Motor          | V6 benzinemotor met turbo             | V6 benzinemotor met turbo             | V6 dieselmotor met turbo en elektrische compressor | V6 dieselmotor met turbo en elektrische compressor |                     |                     |
| Cilinderinhoud | 2.995 cm³                             | 2.995 cm³                             | 2.967 cm³                                          | 2.967 cm³                                          |                     |                     |
| Vermogen       | 354 pk (260 kW) bij 5.400 - 6.400 tpm | 354 pk (260 kW) bij 5.400 - 6.400 tpm | 347 pk (255 kW) bij 3.850 tpm                      | 347 pk (255 kW) bij 3.850 tpm                      |                     |                     |
| Koppel         | 500 Nm bij 1.370 - 4.500 tpm          | 500 Nm bij 1.370 - 4.500 tpm          | 700 Nm bij 2.500 - 3.100 tpm                       | 700 Nm bij 2.500 - 3.100 tpm                       |                     |                     |
| Transmissie    | 8-traps tiptronic automaat            | 8-traps tiptronic automaat            | 8-traps tiptronic automaat                         | 8-traps tiptronic automaat                         |                     |                     |
| Aandrijving    | quattro vierwielaandrijving           | quattro vierwielaandrijving           | quattro vierwielaandrijving                        | quattro vierwielaandrijving                        |                     |                     |
| Gewicht        | 1.705 kg                              | 1.750 kg                              | 1.860 kg                                           | 1.900 kg                                           |                     |                     |
| 0–100 km/u     | 4,7 s                                 | 4,9 s                                 | 4,8 s                                              | 4,9 s                                              |                     |                     |
| Topsnelheid    | 250 km/u (begrensd)                   | 250 km/u (begrensd)                   | 250 km/u (begrensd)                                | 250 km/u (begrensd)                                | 250 km/u (begrensd) | 250 km/u (begrensd) |
| Verbruik       | 7,3 - 7,5 l/100 km                    | 7,5 - 7,6 l/100 km                    | 6,2 - 6,3 l/100 km                                 | 6,3 l/100 km                                       |                     |                     |
| CO2-uitstoot   | 166 - 170 g/km                        | 171 - 175 g/km                        | 163 - 164 g/km                                     | 165 - 166 g/km                                     |                     |                     |